# Mario Lemieux
Mario Lemieux (Montreal, Quebec, 5. listopada 1965.) umirovljeni je kanadski profesionalni hokejaš na ledu i sadašnji vlasnik NHL franšize Pittsburgh Penguins. Punih 17 sezona bio je vođa navale Pittsburgh Penguinsa između 1984. i 2005. godine. Prvi je čovjek koji je osvojio Stanleyjev kup kao igrač i vlasnik kluba. Vlasnikom Penguinsa postao je 1999. kada je klub bankrotirao.  
Lemieux je vodio Pittsburgh do dva naslova Stanleyjeva kupa i Kanadu do olimpijskog zlata i dva svjetska kupa. Tijekom NHL karijere tri puta je osvajao Hart Trophy kao najkorisniji igrač sezone, šest puta Art Ross Trophy kao najbolji strijelac sezone i dva puta Conn Smythe Trophy za najkorisnijeg igrača play-offa. Statistički je među najboljim NHL napadačima svih vremena: sedmi je na vječnoj NHL-listi po poenima (1723), 9. po golovima (690) i 10. po asistencijama (1.033). Član je hokejaške Kuće slavnih.

## Početci
Lemieux je rođen u Montrealu u radničkoj obitelji kao najmlađi sin od trojice braće (Alain i Richard), dok je odrastao u okrugu Ville-Émard. Njegova majka, Pierrette je domaćica, a otac Jean-Guy Lemieux, građevinski radnik. Već se kao 3-godišnjak s Alainom i Richardom počeo baviti hokejom; prije nabave prave opreme, kao pak i palicu koristili su čepove od boca, odnosno kuhinjske žlice. Otac im je na tratini ispred kuće izradio klizalište kako bi mogli što više vježbati, a prema obiteljskoj legendi, obitelj je na tepih u dnevni boravak nosila snijeg kako bi kada se vani smrači, mogli nastaviti s vježbanjem. 
Karijeru je započeo u Laval Voisinsima koji nastupaju u jednoj od najjačih juniorskih liga QMJHL-u (Quebec Major Junior Hockey League). Već u prvoj godini ostvaruje 96 bodova, a u drugoj 184. U sezoni 1983./84. u 70 susreta postavlja ligaški rekord od 282 boda (133 gola, 149 asistencija) koji do danas nije srušen. U posljednjem susretu sezone bila su mu potrebna tri gola kako bi izjednačio rekord Guya Lafleuroma na ljestvici najboljih strijelaca (130) - Lemieux je postigao 6 golova i asistencija. Te godine CHL proglasio ga je najboljim igračem lige. Iako je nastupao za Kanadu na Svjetskom juniorskom prvenstvu 1983., naredno prvenstvo (1984.) je propustio, navodeći kao razlog loš odnos izbornika Davea Kinga prema njemu na prethodnom turniru. Uz to, nije htio prekidati svoju juniorsku sezonu. U tri sezone igranja u QMJHL-u imao je učinak od 562 boda, postigao 247 golova i ostvario 315 asistencija. 
Lemieux je prije drafta 1984. rekao da želi igrati za onu NHL ekipu koja ga bude birala na draftu. Pittsburgh Penguinsi su dobili mogućnost da biraju prvi. Lemieux i njegov agent nisu se mogli dogovoritit s upravom Penguinsa oko potpisa i vrijednosti ugovora. Zbog toga, kada su Penguinsi odabrali njega kao prvi pick drafta, Lemieux se pokazujući svoje nezadovoljstvo nije rukovao s tadašnjim GM-om Eddiejem Johnstonom i nije prema NHL tradiciji odjenuo dres Penguinsa. Tvrdio je bio uzrujan oko pregovora o ugovoru i izjavio "da mu Pittsburgh [njemu] ne želi zlo". 
Lemieuxovo ponašanje prije drafta razočaralo je mnoge navijače Penguinsa, a i mnogih ostalih, što je dovelo do optužbi da je hladna i bahata osoba. Nakon drafta, Johnston je s Lemieuxom dogovorio dvogodišnji ugovor vrijedan 600.000 $, dok je Lemieux još dobio bonus od 150.000 $ za lojalnost klubu prilikom potpisivanja ugovra. 

## National Hockey League
Na početku njegove karijere Penguisi su se nalazili u nezavidnoj financijskoj situaciji i govorkalo se o njihovom preseljenju u neki drugi grad. Kada je klub nakon završetka sezone 1974./75., te 1983. godine, proglasio bankrot imali su malu posjećenost dvorane oko 7.000 gledatelja - polovicu manje od ukupnog kapaciteta. Debitirao je 11. listopada 1984. godine na gostovanju kod Boston Bruinsa. Već u prvom nastupu, točnije prvoj smjeni, odueo je pločicu jednom od najboljih braniča svih vremena Raymondu Bourqueu, te nakon samo nekoliko sekundi svoje profesionalne karijere zabilježio svoj prvi pogodak. Kasnije je u sezoni debitirao na All-Staru i kao prvi rookie proglašen je MVP-em susreta. Premijernu sezonu okončao je s točno 100 bodova, čime je postao tek treći igrač u povijesti NHL-a kojem je to uspjelo i zasluženo dobio Calder Memorial Trophy, nagradu za najboljeg novaka lige. 
Sljedeće sezone ostvaruje 141 bod, završivši drugi u poretku iza Waynea Gretzkog koji je postavio novi rekord NHL-a s 215 bodova. Usprkos tome, osvojio je Lester B. Pearson Award, nagradu za najboljeg igrača lige u izboru suigrača iz NHL-a. U sezoni 1986./87., odnosno svojoj trećoj, propustio je 17 utakmica, a Penguinsi razočarani ponovo nisu ušli u play-off. Međutim, tijekom ljeta 1987. igrao je na kanadsku reprezentaciju na prvenstvu Canada Cup, zajedno u tandemu s Waynom Gretzkim. U 3/3 susreta protiv Sovjetskog Saveza, 1:26 prije kraja postigao je pobjedonosni gol. Lemiexu je naveo da je igranje na prvenstvu Canada Cup bilo veoma važno u njegovoj kasnijoj karijeri, rekavši: "Zapamtite, tada sam imao samo 21 godinu. Biti u prisustvu suigrača poput Waynea [Gretzky], Marka Messiera i Paula Coffeyja... bilo je veoma poučno iskustvo za mene." Do sezone 1987./88. Wayne Gretzky je sedam puta osvajao nagradu Art Ross Trophy, predvodivši ligu po broju osvojenih bodova. Iste sezone Lemieux je prekinuo njegov niz i po prvi puta u karijeri osvojio Art Ross Trophy kao najbolji strijelac NHL-a sa 168 bodova. Uz to je osvojio Hart Memorial Trophy, nagradu za najboljeg igrača lige, a ponovo je od strane suigrača postao dobitnikom Lester B. Pearson Award. Usprkos njegovim osobnim priznanjima, Penguinsi su ponovo propustili play-off. 

### Rekord karijere - 199 bodova i status superzvijezde NHL-a
Doduše, tih godina NHL-om vladaju Edmonton Oilersi, koje je do svibnja 1988. godine predvodio Wayne Gretzky. Svejedno, Penguinsi strpljivo grade momčad, a u sezoni
1988./89., Lemieux bilježi rekord karijere - 199 bodova. Završio je drugi u poretku za Hart Trophy, te je tijekom sezone postavio nekoliko rekorda i priznanja; postavši drugi igrač koji je tijekom dvije sezone zabio 70 ili više golova i tek četvrti igrač koji je u 50 susreta postigao 50 golova. Možda ključan trenutak njegove karijere dogodio se 31. prosinca 1988. u susretu protiv New Jersey Devilsa. U toj utakmici ostvario je 8 bodova i postao jedini igrač NHL-a koji je na pet različitih načina postigao golove; s jednakim brojem igrača na ledu (even-strength), igračem više (power-play), igračem manje (shorthanded), iz penala (penalty shot) i praznog gola (empty-net). Takav učinak još jednom postigao tijekom play-offa, 25. travnja 1989. u pobjedi 10:7 nad Philadelphia Flyersima. izjednačio je rekord NHL-a po broju postignutih golova i asistencija tijekom play-offa, međutim Penguinsi su ubrzo ispali u seriji 4:3.   U sezoni 1989./90., Lemieux je tijekom 46 susreta u nizu ostvario najmanje bod. To je drugi najduži niz nakon Gretzkyjevog 51 susreta. Po treći puta u karijeri nakon sjajne izvedbe (4 gola) na All-Staru izabran je za najkorisnijeg igrača susreta. Iako je propustio 21 utakmicu, sezonu je završio kao četvrti u poretku sa 123 osvojena boda (45 golova, 78 asistencija), ali su Penguinsi ponovo propustili play-off. 
Sezone 1990/91., Lemieux doživljava svoju prvu tragediju, te početkom listopada odlazi na zahtjevnu operaciju leđa. Sam operativni zahvat uspješno je izveden, no ubrzo se stvari kompliciraju infekcijom kostiju. I kada se učinilo da je za njega sezona završena, Lemieux se vratio uoči doigravanja u momčad i to nakon samo sedam dana treninga. Nevjerojatno, ali istinito, u 23 utakmice zabilježio je 44 boda, te Pittsburgh Penguinsi osvajaju prvi put u povijesti kluba Stanleyjev kup, a Lemieux već kao 25-godišnjak ostvaruje svoj san. Osvojio je Conn Smythe Trophy, nagradu za najkorisnijeg igrača play-offa. Iako je sezona 1991./92. također bila isprekidana ozljedama, Lemiux je odigrao 64 susreta. Usprkos tome što je propustio nekoliko utakmica, sa 131 bodom osvojio je Art Ross Trophy. Tijekom drugog susreta finala Patrick divzije, igrač New York Rangersa Adam Graves slomio je Lemiuxovu lijevu ruku; zbog toga je propustio 5 susreta, ali svejedno je sa 16 golva i 18 asistencija bio najbolji igrač play-offa. Penguinsi su na kraju lagano slavili u finalu Stanleyjeva kupa nad Chicago Blackhawksima, a Lemieux je po drugi puta u karijeri osvojio Conn Smythe Trophy.

### Rak, povratak i povlačenje s leda
Dvoboj njega i Gretzkya očekivao se i iduće sezone, no sudbina je Lemieuxu namijenila drukčiju, još težu zadaću. U jutarnjim satima 12. siječnja 1993., Lemieux doznaje da slijedi njegova najteža bitka, bitka za život. Obolio je od Hodgkinovog limfoma, odnosno, raka limfatičnog aparata nepoznatog uzroka. Čudesno, nakon samo šest tjedana kemoterapije, već u ožujku Lemieux se vratio na led, izazvavši time šok i nevjericu javnosti. Nakon njegovog povratka Penguinsi postavljaju novi NHL rekord od 17 uzastopnih pobjeda, i ne samo to, iste sezone ubilježio je 160 bodova, te četvrti put nadmašio Gretzkog. Naredne sezone (1993/94.) Lemieux je ipak izmučen ozljedama izdržao samo 22 utakmice, a sljedeće godine zbog bolova uopće nije ni zaigrao. U hokej se vratio 1995./96., odnosno 1996./97., te oba puta natjecanje završio kao najbolji strijelac lige. U sezoni 1995./96. sa 161 bodom ponovo osvaja Art Ross Trophy, a u play-offu tijekom 17 susreta postiže 27 bodova. Neočekivano, Penguinsi gube sedmu utakmicu polufinala na domaćem ledu od Florida Panthersa. Tada je po treći puta osvojio Hart Trophy, i po četvrti puta Lester B. Pearson Award. Tijekom sezone 1996./97. protiv Vancouver Canucksa preskočio je brojku od 600 golova u NHL karijeri. U proljeće 1997., nakon što su Penguinsi ispali u prvom krugu doigravanja od Philadelphije, proglašava kraj karijere. U studenom 1997., postaje članom hokejaške Kuće slavnih, a njegov dres s brojem 66 zauzeo je čelno mjesto u dvorani u Pittsburghu. Tako je s 31 godinom na leđima prerano završio karijeru, odigravši 745 susreta i ostvarivši 1494 boda (613 golova, 881 asistencija). Umirovio se kao jedini NHL igrač s prosjekom većim od 2 boda i prosjekom od 0,82 gola po utakmici. 
Lemieux 1999. godine, nakon što klub zapada u velike financijske teškoće, postaje i glavnim dionièarem Pittsburgh Penguinsa, te ujedno prvi igrač koji posjeduje klub u bilo kojem od četiri američka nacionalna sporta. Ipak, akcija spašavanja Penguinsa nije jedino što ga opsjeda, želi pomoći i u borbi protiv raka. Lemieux je 1993. osnovao fondaciju za borbu protiv raka, a nešto kasnije i fondaciju za pomoć prerano rođenoj djeci. Uz sve tragedije koje mu je život priredio, Lemieux se morao suočiti i s činjenicom da je njegov sin Austin prerano rođen, što mu je dodatno otežalo ionako gorke godine.

### Povratak na led
Ipak, nikada se nije pomirio s izostankom s leda. Ponovno je počeo s treninzima 1. listopada 2000. godine, a već dva mjeseca kasnije rekao cijelom svijetu - vraćam se!  27. prosinca 2000. zaigrao je nakon tri i pol godine pauze protiv Toronto Maple Leafsa, te iste večeri već u 33 sekundi utakmice ubilježio asistenciju, a do kraja susreta postigao i jedan gol, te još jedno dodavanje za pobjedu 5:0. Ponovno sa svojim legendarnim kapetanom na ledu, Pittsburgh neočekivano doseže finale Istočne konferencije, no i biva poražen od New Jersey Devilsa. Lemieux je u 43 utakmice zabilježio nevjerojatnih 76 bodova u regularnom dijelu sezone, te tome pridodao još 17 u doigravanju. Međutim, Lemieux je još tijekom te sezone priznao kako ga ponovno jako bole leđa, te da se sve teže saginje. Iz istog razloga i sljedeće je godine koristio svaku prigodu za odmor, pa je tako do odigrao samo 24 utakmice u dresu Penguinsa. Krajem sezone s Kanadom odlazi na Olimpijske igre s novim ciljom, ostvarenju još jednog sna - osvajanju olimpijskog zlata. Iako zbog ozljeda to definitivno nije bio "pravi on", iako su čak napali i Gretzkog zašto ga je takvog pozvao u reprezentaciju, Lemieux je u par navrata pokazao djelić svoje genijalnosti. Osobito upečatljiv će ostati njegov potez u finalu, kada je pri vodstvu Amerikanaca 1:0, propustio pločicu zagradivši dvojicu protivnika, čime je omogućio suigraču da postigne važan gol. Dva dana nakon svršetka Igara, na utakmici protiv Columbusa zabilježio je nova dva dodavanja, čime je postao tek sedmi igrač u povijesti NHL-a koji je dosegnuo brojku od 1600 bodova. 
Zanimljivo, 23. prosinca 2002., tijekom popodnevnog radijskog showa Pittsburghu gostovao je Mark Madden i izjavio da će donirati 6.600 $ u zakladu Marija Lemieuxa, ako Lemieux postigne gol izravno iz face-offa. Tog istog popodneva, odnosno noći, Penguinsi su igrali doma protiv Buffalo Sabresa. Lemieux je prihvatio Maddenov izazov i tijekom posljednje trećine upravo iz face-offa postigao pobjednički gol. U 2002./03., već kao 37-godišnjak, većinu sezone proveo je kao vodeći strijelac NHL-a, ali pred kraj propustio je nekoliko susreta i sezonu završio kao 8. ligaški strijelac s 91 bodom u samo 67 susreta. Sljedeće godine također je propustio nekoliko utakmica, točnije njih 10. 
Nakon što se 2004./05. nije odigrala zbog štrajka igrača (lock-out), Lemieux se na led vratio sezonu kasnije. Nakon što je povećan salary-cap, nade Penguinsa o dovođenju nekoliko NHL zvijeda pretvorile su se u stvarnost. Još jedan razlog za optimizam Penguinsa bio je draft 2005. na kojem su dobili pravo biranja prvog izbora, čime su izabrali Sidneyja Crosbyja. Tradicija Lemieuxova je da se mladi kanadski igrači dok se ne priviknu na život daleko od doma, žive zajedno s Marijom i njegovom obitelji. Isti primjer slijedio je Crosby koji je tako živio sa svojim najvećim idolom. 

### Drugo povlačenje s leda
Lemieux je, 24. siječnja 2006., službeno objavio da se po drugi puta, ovaj put za trajno, povlači iz profesionalnog hokeja na ledu. Razlozi povlačenja su njegova nemogućnost nošenja s mladim naraštajem u NHL-u i liječnička dijagnoza o njegovom nepravilnom radu srca zbog čega nije htio riskirati karijeru.

## Nagrade i priznanja
Uspjesi
- Ulazak u hokejašku Kuću slavnih: 1997.
- Ulazak u Šetalište slavnih u Kanadi: 2004.
- Osvajač Stanleyjev kupa:  1991., 1992., 2009. (kao vlasnik kluba)
- Zlatna medalja na Olimpijskim igrama: 2002.
- Srebrna medalja na Svjetskom prvenstvu: 1985.

Trofeji
- Hart Memorial Trophy: 1988., 1993., 1996.
- Art Ross Trophy: 1988, 1989., 1992., 1993., 1996., 1997.
- Conn Smythe Trophy: 1991, 1992
- Lester B. Pearson Award: 1986., 1988., 1993., 1996.
- NHL Plus/Minus Award: 1993.
- Calder Memorial Trophy: 1985.
- Lester Patrick Trophy: 2000.
- Bill Masterton Trophy: 1993.

Priznanja
- Chrysler-Dodge/NHL Performer of the Year – 1985., 1986., 1987.
- Dapper Dan Athlete of The Year – 1986., 1989.
- ESPN Hockey Player of the Decade – 2000.
- ESPY Award NHL Player of the Year – 1993., 1994., 1998.
- Najkorisniji igrač All-Star utakmice: 1985., 1988., 1990.
- Prva NHL All-Star momčad: 1988., 1989., 1993., 1996., 1997.
- Druga NHL All-Star momčad: 1986., 1987., 1992., 2001.
- NHL All-Rookie momčad: 1985.
- Lou Marsh Trophy: 1993.

## Statistika

### Klupska statistika
| 1980./81.    | Montreal-Concordia  | QAAA         | 47  | 62  | 62   | 124  | 127 | 3   | 2  | 5  | 7   | 8  |
| 1981./82.    | Laval Voisins       | QMJHL        | 64  | 30  | 66   | 96   | 22  | —   | —  | —  | —   | —  |
| 1982./83.    | Laval Voisins       | QMJHL        | 66  | 84  | 100  | 184  | 76  | 12  | 14 | 18 | 32  | 18 |
| 1983./84.    | Laval Voisins       | QMJHL        | 70  | 133 | 149  | 282  | 92  | 14  | 29 | 23 | 52  | 29 |
| 1984./85.    | Pittsburgh Penguins | NHL          | 73  | 43  | 57   | 100  | 54  | —   | —  | —  | —   | —  |
| 1985./86.    | Pittsburgh Penguins | NHL          | 79  | 48  | 93   | 141  | 43  | —   | —  | —  | —   | —  |
| 1986./87.    | Pittsburgh Penguins | NHL          | 63  | 54  | 53   | 107  | 57  | —   | —  | —  | —   | —  |
| 1987./88.    | Pittsburgh Penguins | NHL          | 77  | 70  | 98   | 168  | 92  | —   | —  | —  | —   | —  |
| 1988./89.    | Pittsburgh Penguins | NHL          | 76  | 85  | 114  | 199  | 100 | 11  | 12 | 7  | 19  | 16 |
| 1989./90.    | Pittsburgh Penguins | NHL          | 59  | 45  | 78   | 123  | 78  | —   | —  | —  | —   | —  |
| 1990./91.    | Pittsburgh Penguins | NHL          | 26  | 19  | 26   | 45   | 30  | 23  | 16 | 28 | 44  | 16 |
| 1991./92.    | Pittsburgh Penguins | NHL          | 64  | 44  | 87   | 131  | 94  | 15  | 16 | 18 | 34  | 2  |
| 1992./93.    | Pittsburgh Penguins | NHL          | 60  | 69  | 91   | 160  | 38  | 11  | 8  | 10 | 18  | 10 |
| 1993./94.    | Pittsburgh Penguins | NHL          | 22  | 17  | 20   | 37   | 32  | 6   | 4  | 3  | 7   | 2  |
| 1995./96.    | Pittsburgh Penguins | NHL          | 70  | 69  | 92   | 161  | 54  | 18  | 11 | 16 | 27  | 33 |
| 1996./97.    | Pittsburgh Penguins | NHL          | 76  | 50  | 72   | 122  | 65  | 5   | 3  | 3  | 6   | 4  |
| 2000./01.    | Pittsburgh Penguins | NHL          | 43  | 35  | 41   | 76   | 18  | 18  | 6  | 11 | 17  | 4  |
| 2001./02.    | Pittsburgh Penguins | NHL          | 24  | 6   | 25   | 31   | 14  | —   | —  | —  | —   | —  |
| 2002./03.    | Pittsburgh Penguins | NHL          | 67  | 28  | 63   | 91   | 43  | —   | —  | —  | —   | —  |
| 2003./04.    | Pittsburgh Penguins | NHL          | 10  | 1   | 8    | 9    | 6   | —   | —  | —  | —   | —  |
| 2005./06.    | Pittsburgh Penguins | NHL          | 26  | 7   | 15   | 22   | 16  | —   | —  | —  | —   | —  |
| QMJHL ukupno | QMJHL ukupno        | QMJHL ukupno | 200 | 247 | 315  | 562  | 190 | 26  | 43 | 41 | 84  | 47 |
| NHL ukupno   | NHL ukupno          | NHL ukupno   | 915 | 690 | 1033 | 1723 | 834 | 107 | 76 | 96 | 172 | 87 |

### All-Star utakmice
| Godina          | Mjesto održavanja |                 | G  | A | Bod |
| --------------- | ----------------- | --------------- | -- | - | --- |
| 1985.           | Calgary           | 2               | 1  | 3 |     |
| 1986.           | Hartford          | 0               | 0  | 0 |     |
| 1988.           | St. Louis         | 3               | 3  | 6 |     |
| 1989.           | Edmonton          | 0               | 1  | 1 |     |
| 1990.           | Pittsburgh        | 4               | 0  | 4 |     |
| 1992.           | Philadelphia      | 0               | 1  | 1 |     |
| 1996.           | Boston            | 1               | 1  | 2 |     |
| 1997.           | San Jose          | 2               | 1  | 3 |     |
| 2001.           | Denver            | 1               | 1  | 2 |     |
| 2002.           | Los Angeles       | 1               | 0  | 1 |     |
| All-Star ukupno | All-Star ukupno   | All-Star ukupno | 14 | 9 | 23  |

### Kanadska reprezentacija
| Godina  | Reprezentacija | Nat.    | GP | G  | A  | Bod | PIM |
| ------- | -------------- | ------- | -- | -- | -- | --- | --- |
| 1983.   | Kanada         | WJC     | 7  | 5  | 5  | 10  | 12  |
| 1985.   | Kanada         | WC      | 9  | 4  | 6  | 10  | 2   |
| 1987.   | Kanada         | CC      | 9  | 11 | 7  | 18  | 8   |
| 2002.   | Kanada         | OI      | 5  | 2  | 4  | 6   | 0   |
| 2004.   | Kanada         | WCH     | 6  | 1  | 4  | 5   | 2   |
| Seniori | Seniori        | Seniori | 29 | 18 | 21 | 39  | 12  |

## Vanjske poveznice
- Službena stranica
- Zaklada Marija Lemieuxa
- Profil na The Internet Hockey Database